# 3吋50倍徑火炮
3吋50倍徑火炮（3-inch/50-caliber gun）在美国海军舰炮术语中表示该炮发射的弹丸3英寸（76）直径，枪管长 50口径（枪管长度为 3英寸 × 50 = 150英寸或3.8米）。从 1900 年到 1990 年，美国海军和美国海岸警卫队在各种类型的战斗舰和运输舰上使用了这种口径的不同火炮（通过标记编号识别）。
该炮至今仍在西班牙海军的塞維奧拉級巡邏艇上使用。

## 早期的低角火炮

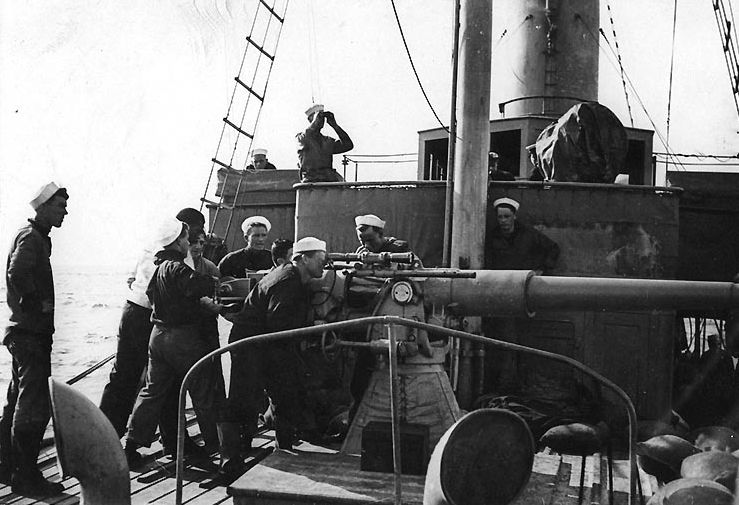
漫步者號上的早期3吋50倍徑火炮，拍攝於1918年。

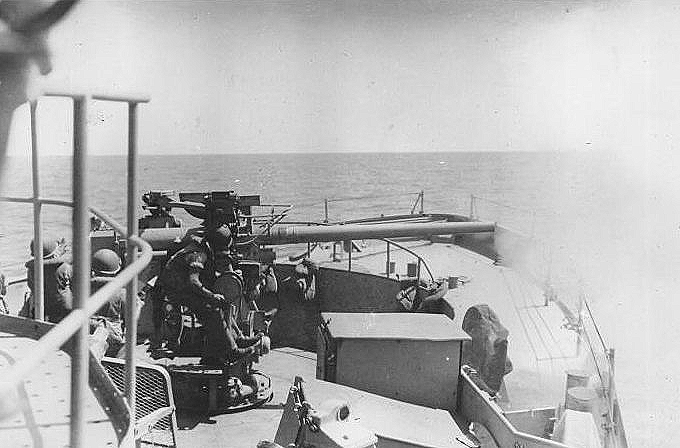
樞軸號發射其前方3吋50倍徑火炮。

美國海軍的第一門3吋50倍徑火炮（Mark 2）是早期型號，彈頭速度為每秒2,100英尺（640）。該炮的低角度（單一用途/非防空）炮座在最大仰角15 度時射程為7000碼。該砲於1900年左右開始在班布里奇級驅逐艦上服役，並且還安裝在康乃狄克級戰列艦。到了第二次世界大戰，這些火砲只出現在少數海岸警衛隊快艇和防禦性裝備的商船上。
低角度3吋50倍徑火炮（Mark 3、5、6 和 19）最初安裝在1900年代初至1920年代初建造的船舶上，並在第二次世界大戰期間由潛艇、輔助艦和商船攜帶.这些枪的发射速度相同2,700-英尺每秒（820-每秒）以下两用标记使用的弹药，但射程受安装的最大高度限制。这些是带有管子、部分长度的夹克、箍和垂直滑动后闩的组合枪。

## 世界大战中的两用枪

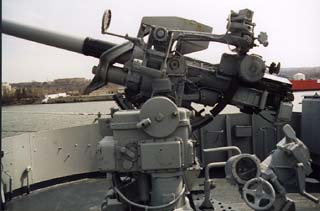
斯萊特號上的3吋50倍徑火炮。

两用3吋50倍徑火炮口径火炮（Marks 10、17、18 和 20）於1915年首次投入使用，用於德克薩斯號戰艦的改装，由於認識到防空保護的需求，隨後根據需要安裝在許多類型的艦艇上。第二次世界大戰期間，它們是護航驅逐艦、巡邏護衛艦、獵潛艇、掃雷艦、一些艦隊潛艇和其他輔助艦艇上的主要火砲武器，並被用作輔助兩用艦艇的輔助武器。一些其他類型的艦艇，包括一些較舊的戰艦。他們還取代了“平甲板”維克斯級驅逐艦和克萊門森級驅逐艦上原來的低角度4吋50倍徑火炮（Mark 9），以提供更好的防空保護。該砲也用於專業驅逐艦改裝；“AVD”水上飛機母艦的改裝配備了兩門火砲；“APD”高速運輸艦、“DM”布雷艇和“DMS”掃雷艦改裝型獲得了三門火砲，而那些保留驅逐艦分類的則獲得了六門火砲。
這些兩用槍是“快速射擊”的，這意味著它們使用固定彈藥，火藥盒和彈丸永久連接，並作為一個重34磅的單一單元進行處理（與老式槍和/或更重的槍相反，其中殼和粉末是分開處理和裝載的，這減少了每個處理部件的重量，但減慢了裝載過程）。僅砲彈重約13磅，其中防空(AA)彈的爆炸裝藥重量為 0.81磅，高容量(HC)彈的爆炸裝藥重量為1.27磅，其餘重量為鋼製外殼。 最大射程為45度仰角時的14,600碼，最大射程為85度仰角時的29,800英尺（9,100 m）。預期使用壽命為每桶4300次有效滿裝(EFC)。
這不要與後來使用自動裝彈機構將固定 QF 彈藥插入後膛的槍架的“快速射擊”混淆。這又不能與全自動槍混淆。自動裝彈機仍然是手動裝填砲彈。

## 潜艇甲板炮
3吋50倍徑火炮Marks 17和Marks 18首先被用作1918-1919年下水的R級潛艇上的潛艇甲板炮。對早期3英寸23口徑火砲的改進。在許多其他潛艇上使用更大的火砲後，3吋50倍徑火炮Mark 21被指定為1935年至1942年下水的貓鯊級潛艇的標準甲板砲。選擇這門小砲是為了消除在水面上與敵方護航艦交戰的誘惑。該砲最初安裝在指揮塔尾部以減少水下阻力，但在第二次世界大戰初期根據指揮官的選擇，它被轉移到前沿位置。戰時經驗表明需要更大的火砲。這一需求最初是通過從1942年底開始從戰鬥角色轉變為訓練角色的S級潛艇轉移4吋50倍徑火炮來滿足的。後來，5英寸25倍徑火炮最初從在偷襲珍珠港中沉沒或受損的戰艦上拆除，後來製造成潛艇版本，成為標準配置。

## 冷战时期的高射炮

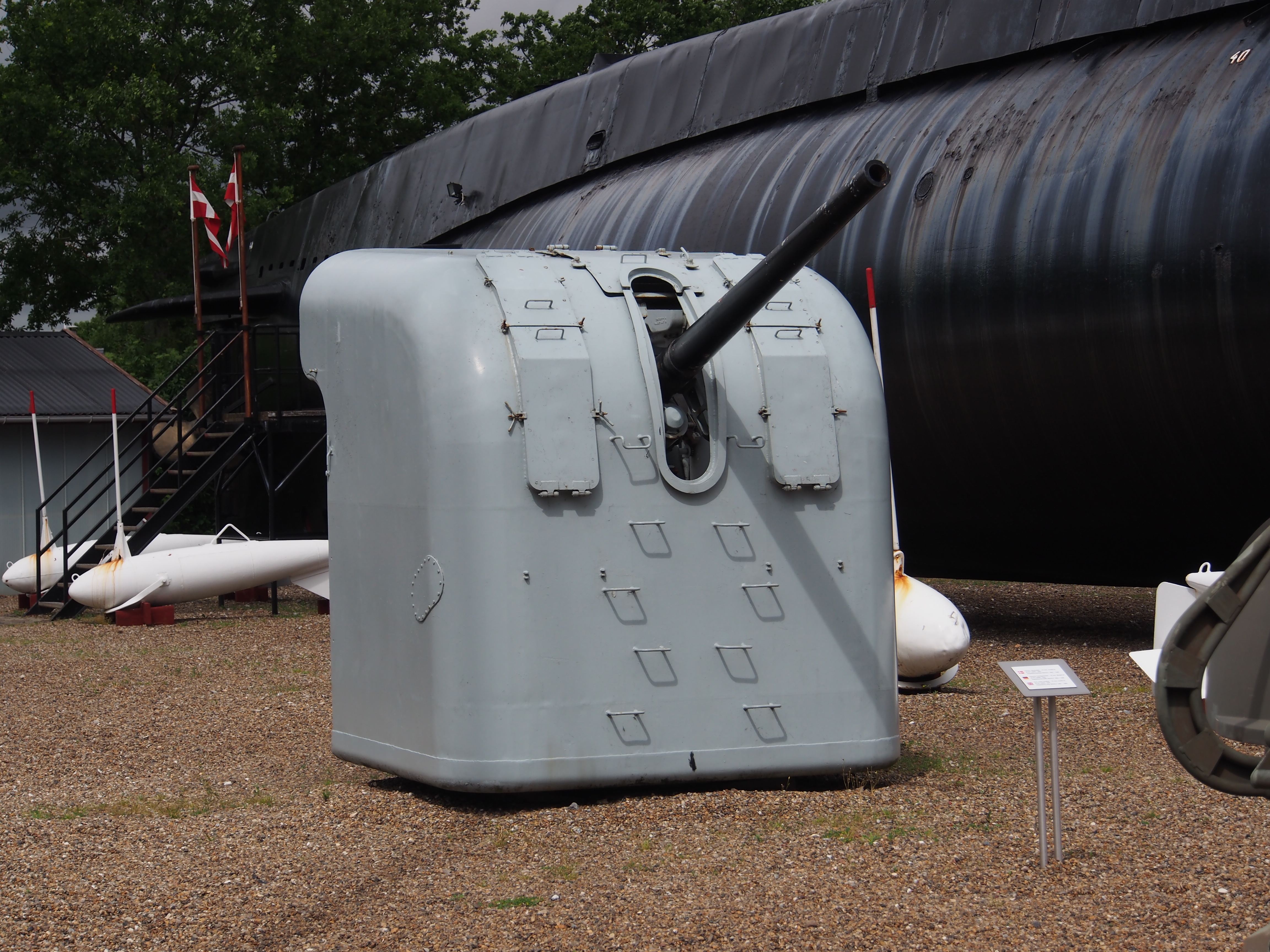
3吋50倍徑火炮Mk.22 在奥尔堡海事博物馆展出。

在第二次世界大戰的最後一年，發現奧瑞岡20公釐機炮和波佛斯40公釐高射砲的多次命中經常發生無法在高速的日本神風特攻隊飛機擊中盟軍艦艇之前將其擊落；3吋50倍徑火炮被採用作為這些武器的更強大的替代品。

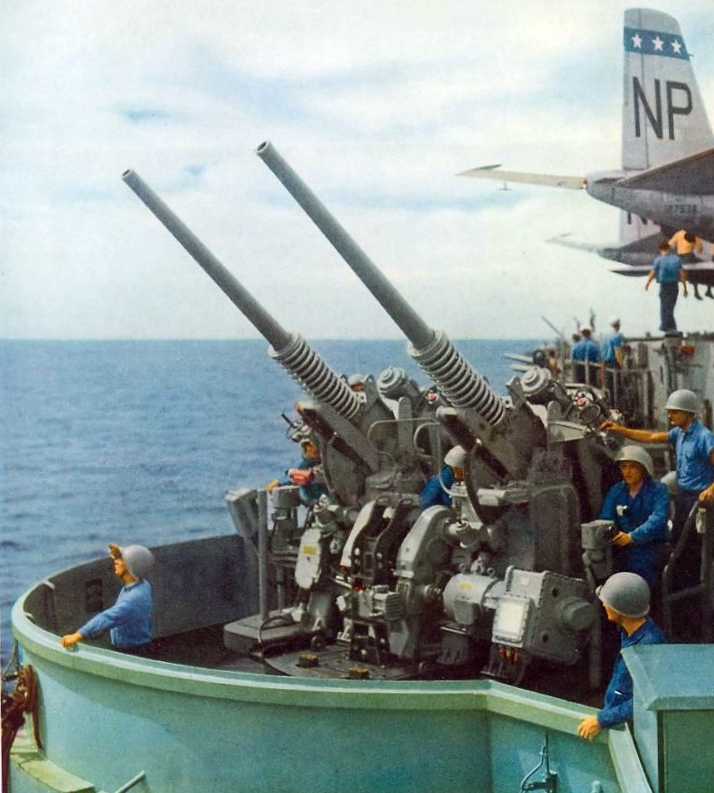
Mk. 33。1954年，雙聯安裝在胡蜂號航空母艦上。

3吋50倍徑火炮（Mark 22）是一種半自動防空武器，配有動力驅動自動裝彈機，可安裝為單座和雙座。将单联装更换为双联 40 毫米高射炮联装，将雙联装3吋50倍徑火炮更换为四聯裝40公釐安装在艾塞克斯級航空母艦、艾倫·M·桑拿級驅逐艦和基靈級驅逐艦上。儘管旨在一對一地替代40毫米安装座，新的3-英寸（76-）炮座比预想的要重，而且在大多数舰艇上，这些炮座只能以二换三的方式取代博福斯火炮。该炮座为双用途、开放式底座环型，左右炮组件相同。这些坐骑采用通用动力驱动装置，可以以30度/秒的速度进行训练，并以24度/秒的速度从15度提升到85度。大炮由安装在弹匣上的弹匣自动供弹，弹匣由大炮两侧的两个装弹机进行补充。 

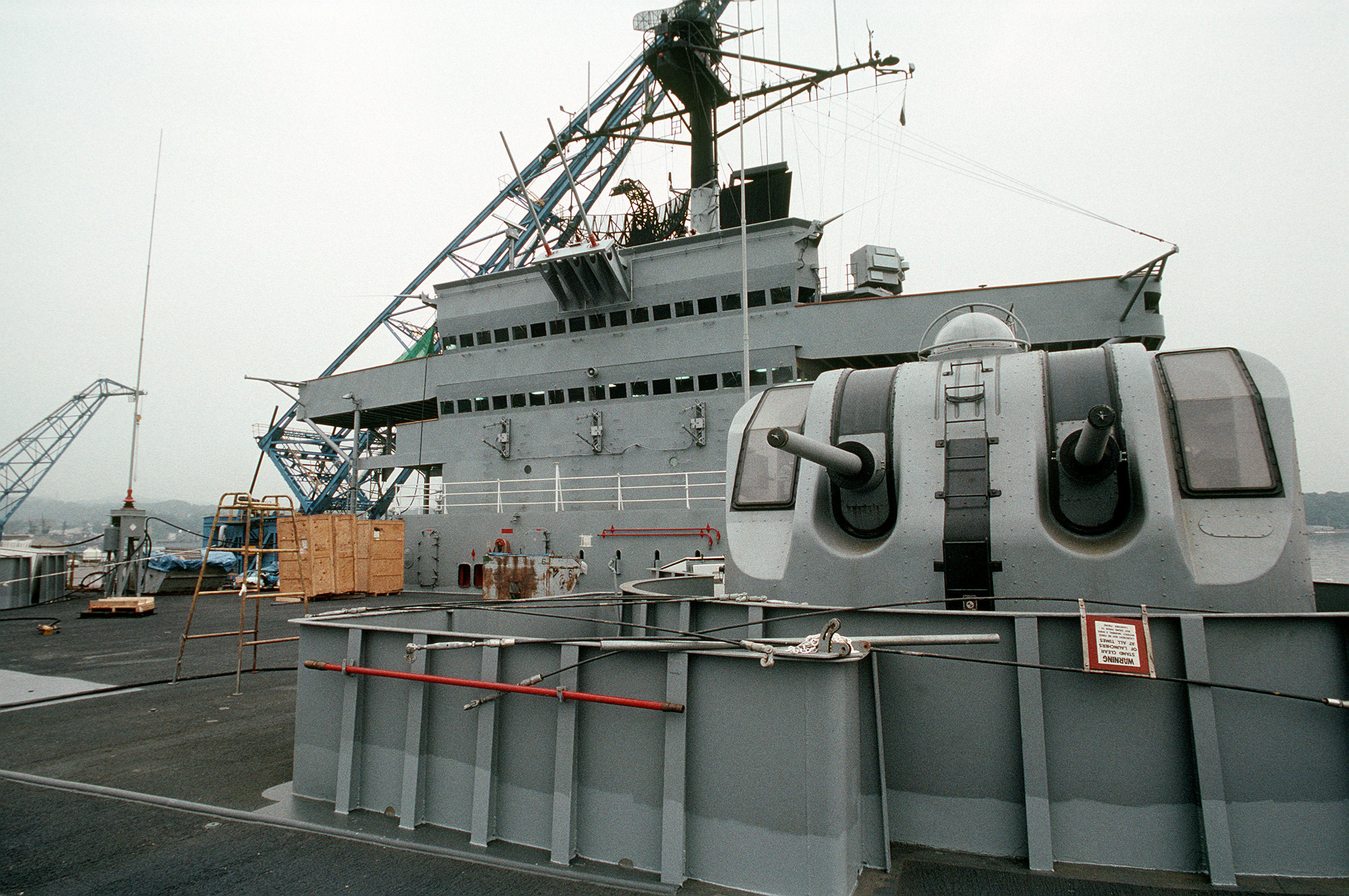
Mk.33 Mod.13。1991年，在藍嶺號兩棲指揮艦上安裝了封閉式雙座。

配備近炸引信和火控雷達，雙管3英寸50砲彈每管每分鐘發射50發子彈被認為比四聯裝博福斯40毫米炮對抗亞音速飛機更有效，但對超音速噴射機和巡航飛彈相對無效。在20世紀60年代的艦隊修復和現代化 (FRAM) 計劃中進行現代化改造的驅逐艦的3-英寸（76-）火砲被拆除。隨著艦載 地對空飛彈的發展，全自動 3吋70 Mark 26 砲 的增程型試驗被放棄。美國海軍認為當代5吋38口徑火砲和5吋54口徑Mark 42火砲對水面目標更有效。1992年，美國海岸防衛隊厚度號破冰船上的3吋50倍徑火炮被拆除，據說是美國軍艦上服役的最後一門3吋50倍徑火炮，儘管美國海軍查爾斯頓級兩棲貨船保留了其前裝，直到埃爾帕索號兩棲貨船於1994年退役。該砲仍在菲律賓海軍的軍艦上服役。
17艘阿什維爾級砲艦搭載一門3吋50倍徑Mk 34作為主要武器。

## 船上安装3吋50倍徑火炮

### 第一次世界大战
- 班布里奇級驅逐艦
- 切斯特級巡洋艦
- 康乃狄克級戰艦
- 印第安納級戰艦
- 密西西比級戰艦
- 內華達級戰艦
- 紐約級戰艦
- 波爾丁級驅逐艦
- 賓夕法尼亞級戰艦
- 賓州級巡洋艦
- R級潛水艇
- 聖路易斯級防護巡洋艦
- 史密斯級驅逐艦
- 南卡羅來納級戰艦
- 田納西級巡洋艦
- 特魯斯頓級驅逐艦
- 維吉尼亞級戰艦

### 第二次世界大战
該炮是至少63个与二战有密切关系的舰艇的标准配置。船舶总数达
- - 10艘轻巡洋舰
  - 119艘潜艇（预计最多安装119艘）
  - 498艘驱逐舰护卫舰和护卫舰（安装1494艘，拆除111艘）
  - 1110艘巡逻艇、扫雷艇和猎潜艇（已安装1110至1453艘）
  - 161艘登陆艇/两栖攻击舰（已安装247艘）
  - 116+辅助设备（已安装274个）

此處列出的潛艇是在20世纪30年代在孤立主义和经济紧缩时期根据《华盛顿海军条约》及其后续条约的限制建造的。等级划分通常是特定财政年度内建设的结果，但每年建造的数量很少。加托级成为这条研发线的批量生产版本，因为它们符合兩洋海軍法案。从巴勞鱵級潛艇开始， 5英寸25口径舰炮成为美国海军的标准甲板炮
- 2卡夏洛特(2033財政年度)
- 10海豚（2034財年、35財年）
- 6鮭魚（2036財政年度）
- 10薩爾戈（2037財年、2038財年）
- 12坦博爾（2039財年、2040財年）
- 2鯖魚（2040財年）
- 77加托(FY41)

护航驱逐舰的出现相对较晚，从1942年开始生产，因此都是批量生产的。它们很快就建造完成并于1943年投入使用。后来的战时类别拥有两门5吋38倍徑砲主炮， 高速運輸艦改装型也拥有一门这样的火炮。类别的划分是根据所使用的不同推进系统以及是否携带鱼雷而定的。
- - 每艘船3门炮
  - 可能都是手动装载的Mark 21或Mark 22
  - 65艘艾瓦茲級護航驅逐艦（柴油电动，短船体，无鱼雷）
  - 102艘巴克利級護航驅逐艦（涡轮电动，3枚鱼雷）
    - 37艘在调试后改装为APD，所有3英寸火炮被拆除

  - 72艘坎農級護航驅逐艦（柴油电动，3枚鱼雷）
  - 85艘埃德索爾級護衛艦（齿轮柴油机，3枚鱼雷）
  - 78艘艦長級護衛艦
    - 97艘“埃瓦特”中的32艘和148艘“巴克利”中的46艘在投入使用前进行了改装，所有3英寸火炮均保留

  - 75艘塔科馬級護衛艦（每艘3门火炮） 
    - 本质上是一艘带有商船船体和三重膨胀蒸汽机的驱逐舰护航）

  - 21艘殖民地級護衛艦（每艘3门火炮）
    - 96艘“塔科馬號”中的21號在皇家海軍服役

一战时期的維克斯級驅逐艦和克萊門森級驅逐艦级驱逐舰改装后配备了3吋50倍徑，同时改装为高速运输舰（3门炮）、布雷艇（3艘）、扫雷艇（3 艘）或水上飞机补给船（2 艘）。
千吨以下的巡逻艇，其中有一些是木船。这些扫雷舰配备了反潜作战装备，其设计与猎潜舰密切相关。潜艇追逐者可以被描述为更小、更便宜的近海护航驱逐舰。该组中的所有船舶均使用柴油推进。
- - 2艘渡鴉級掃雷艦（每艘船1門）
  - 343艘PC-461級驅潛艦（每艘船1或2門）
  - 123艘欽佩級掃雷艦（每艘船1門）
  - 68艘PCE-842級巡邏艇（每艘船1門）
  - 95艘海雀級快速掃雷艦（每艘船1門）
  - 481艘YMS-1級掃雷艦（每艘船1門）

两栖攻击舰
- - 130 艘登陆艇支援（每艘船1門）
  - 攻击运输
    - 以战前货船为基础
      - 8艘 哈里斯級攻擊運輸艦（每艘船4門）
      - 2艘 麥考利級攻擊運輸艦（每艘船4門）
      - 5艘 海伍德級攻擊運輸艦（每艘船4門）
      - 約翰佩恩號攻擊運輸艦 （每艘船4門）
      - 愛德華·拉特利奇號攻擊運輸艦 （每艘船1門）

    - C3型船
      - 7艘 傑克森總統級攻擊運輸艦（每艘船4門）
      - 3艘 亞瑟·米德爾頓級攻擊運輸艦（每艘船4門）
      - 2艘 弗雷德里克·芬斯頓級攻擊運輸機艦（每艘船2門）

    - P1型船
      - 2艘 元老級攻擊運輸機艦（每艘船4門）

辅助船，通常由货船或油轮船体制成
- - T1油轮
    - 23艘 帕塔普斯科級汽油船（每艘船4門）
    - 34艘 梅塔維級汽油船（每艘船1門）

  - T2油轮
    - 16 艘（齿轮涡轮机）肯納貝克級加油艦（每艘船4門）
    - 14 艘（涡轮电动） 蘇阿米科級加油艦（每艘船4門）
    - 12 艘（涡轮电动） 埃斯坎比亞級加油艦（每艘船4門）

  - T3油轮
    - 5艘 暴力級加油艦（每艘船4門）
    - 35艘 西馬龍級加油艦 23 艘（每艘船4門）

  - C1 货物
    - 63艘 阿拉莫薩級貨船(C1-M-AV1)（每艘船1門）

  - C2 货物
    - 7艘 拉薩爾級運輸船（每艘船4門）
    - 2艘 風暴王級運輸船（C2-S-AJ1）（每艘船4門）
    - 8艘 胡德山級彈藥船（C2-S-AJ1）（每艘船4門）
    - 7艘 拉森級彈藥船（每艘船4門）

  - C3 货运
    - 4艘 埃吉爾級潛艦補給艦（每艘船4門）

  - 自由轮
    - 18艘 犰狳級油輪（Z-ET1-S-C3）（每艘船1門）
    - 65艘 火山口級貨船 中的48艘（EC2-S-C1）（每艘船1門）
    - 16艘 守護者級雷達哨艦（Z-EC2-S-C5）（每艘船2門）
    - 11艘 阿庫本斯级補給艦（EC2-S-C1）（每艘船1門）

  - 40艘 臭椿級鋪網船（每艘船1門）
  - 15艘 科霍斯級鋪網船（每艘船1門）
  - 32艘 蘆薈級鋪網船（每艘船1門）
  - 10艘 梭子蟹級摩托艇小補給船（每艘船1門）
  - 12艘 阿里斯塔尤斯級維修船（每艘船1門）
  - 49艘 索托約莫級遠洋拖船（每艘船1門）
  - 29艘 切羅基級遠洋拖船（每艘船1門）
  - 27艘 阿布納基級遠洋拖船（每艘船1門）
  - 17艘 阿德里亞級補給艦（每艘船1門）
  - 6艘 開陽級補給艦（每艘船3或4門）
  - 9艘 殿堂級潛艦救援船（每艘船2門）
  - 3艘 企鵝級潛艦救援船（每艘船1門）
  - 2艘 鴿子級潛艦救援船（每艘船2門）
  - 4艘 錨級救援打撈船（每艘船1門）
  - 13艘 仙人掌級浮標補給船（每艘船1門）
  - 6艘 豆科灌木級浮標補給船（每艘船1門）
  - 20艘 鳶尾花浮標補給船（每艘船1門）

其他的
- 奧馬哈級巡洋艦（每艘船8艘，從2艘升級）第二次世界大戰類別中唯一擁有裝甲的船隻。
- 國庫級刀具

### 第二次世界大战后
個別船舶：
- 班布里奇號核動力巡洋艦 – 配有2個雙座[12]
- 皇家海軍博納旺蒂爾號 – 配備4個雙座，在1967年改裝期間減少到2個（加拿大）
- 朱諾號巡洋艦 – 改裝7個雙座[a]
- 諾福克號驅逐艦 – 配有4個雙座
- 特魯克斯頓號核動力巡洋艦 – 配有2個單座[12]
- 圖萊裡號攻擊貨船 – 配有6個雙座[14]

船類：
- 艾倫·M·桑拿級驅逐艦 – 改裝最多6門火砲
- 安克拉治級船塢登陸艦 – 配有4個雙座[15]
- 安納波利斯級驅逐艦 – 使用一艘Mark 33雙聯裝組成（加拿大）
- 阿什維爾級砲艇 – 以單一安裝座建造
- 西馬龍級加油艦 – 配有4個單座[16]
- 奧斯汀級船塢登陸艦 – 由4個雙座組成[17]
- 巴爾的摩級重巡洋艦 – 改裝最多20門火砲[18]
- 貝爾納普級巡洋艦 – 由2個單座組成[12]
- 藍嶺級兩棲指揮艦 – 由4個雙座組成[19]
- 布朗斯坦級護衛艦 – 由1個雙座和1個單座組成[20]
- 查爾斯頓級兩棲貨船 – 配有4個雙支架[14]
- 克勞德瓊斯級驅逐艦護衛艦 – 由2個單座組成[21]
- 德索托縣級坦克登陸艦 – 配有3個雙座[22]
- 迪利級驅逐艦護航艦 – 由1個雙座和2個單座組成[23]
- 五帝王級補給船 – 配有2個雙座[24]
- 德梅因級重巡洋艦 – 配有10個雙座[25]
- 艾塞克斯級航空母艦 – 改裝最多24門火砲[26]
- 法拉格特級驅逐艦 – 油2個雙座組成[12][b]
- 弗萊徹級驅逐艦 – 改裝最多6門火砲
- 福雷斯特·謝爾曼級驅逐艦 – 由2個雙座組成[27]
- 基靈級驅逐艦– 改裝最多6門火砲
- 守護者級雷達哨艦 – 配有自由船改裝而成，有2個單座[28]
- 硫磺島級兩棲突擊艦 – 配備4個雙座，有些減少到2座，為飛彈發射器提供空間[29]
- 基拉韋厄級彈藥船 – 配有4個雙支架[30]
- 萊希級巡洋艦 – 配有2個雙支架[12]
- 麥肯齊級驅逐艦 – 在船尾建造了一艘Mark 33雙砲座，除了“HDMS”号Qu'Appelle，它接收了兩座Mark 33 雙砲座（一艘在前，一艘在船尾）船尾）（加拿大）
- 火星級戰鬥補給艦 – 配有4個雙座[28]
- 中途島級航空母艦 – 改裝最多40門火砲[31]
- 尼奧紹級加油艦 – 配備4或6個雙座[28]
- 新港級戰車登陸艦 – 配有2個雙座[32]
- 羅里級船塢登陸艦 – 配有4個雙座[33]
- 雷斯蒂古什級驅逐艦 – 建造有一艘Mark 33雙座船尾，那些改裝為改進的「Restigouche」配置的已被移除（加拿大）
- 參宿七級補給艦 – 配有2個雙座[24]
- 薩克拉門托級快速戰鬥支援艦 – 由4個雙座組成[34]
- 西蒙湖級潛艦補給船 – 配有2個雙座[35]
- 聖洛朗級驅逐艦 – 最初建造有2個Mark 33雙座，後來拆除了一座（加拿大）
- 折缽級彈藥船 – 配有2個雙座[30]
- 特雷博恩教區級坦克登陸艦 – 配備3個雙座[22]
- 湯瑪斯敦級船塢登陸艦 – 配有6個雙座[15]
- 威奇塔級補給加油艦 – 配有4個雙座[36]
- 伍斯特級輕巡洋艦 – 由2個單座和11個雙座組成[37]

## 圖片

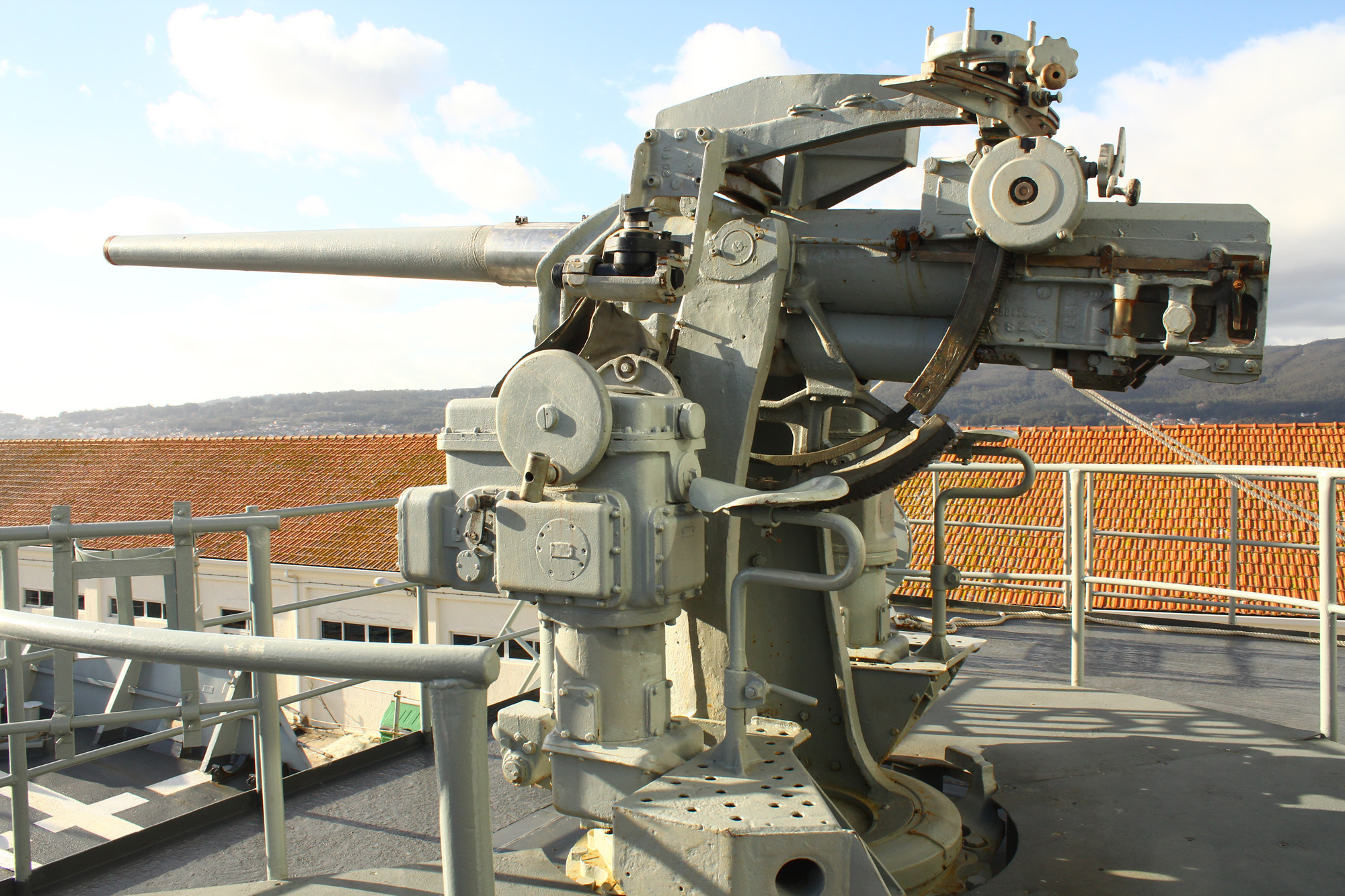
阿塔拉亞號上的 Single Mark 22 號。
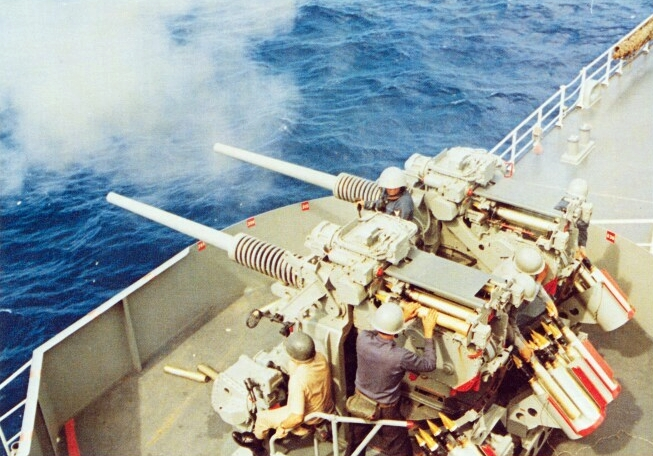
奧斯汀號航空母艦 上的雙馬克 33 號。
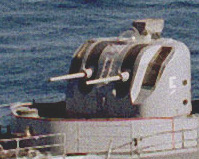
封閉式雙 Mark 33 Mod。13號登上布朗斯坦號航空母艦 。

## 也可以看看
- World War I主题
- World War II主题
- 甲板砲

## 笔记
1. ↑  所有的朱諾級輕巡洋艦都計劃進行改裝，但只有「朱諾號」被改裝。[13]
2. ↑  「Farragut」等級有時被稱為“Coontz”級，因為該級的第四艘艦——USS“Coontz”，設計為導彈驅逐艦變型——首先完工。

1. ↑  DiGiulian, 3"/50 Marks 2–8; DiGiulian, 3吋50倍 Marks10–22; DiGiulian, 3吋50倍 Marks 27–34.
2. ↑  Campbell 1985, p. 144
3. ↑  DiGiulian, 3"/50 Marks 2–8; DiGiulian, 3"/50 Marks 27–34.
4. 1 2  Campbell 1985，第146頁.
5. ↑  Silverstone 1968，第112, 212, 215, 276, 303頁.
6. ↑  Campbell 1985，第145頁.
7. ↑  Gardiner & Gray 1985，第130頁.
8. ↑  Friedman 1995，第193頁.
9. ↑  Friedman 1995，第214-219頁.
10. ↑  Brinkloe, W. D. . Popular Mechanics. April 1955: 88–93  [7 December 2020]. See p. 90.
11. ↑  . U.S. Navy, Naval Photographic Center.  8:41 记录于. c. 1949  [7 December 2020]. 原始内容存档于2024-12-21 –YouTube user 'usssalemca139'. YouTube title: USS Salem Rapid Fire Guns
12. 1 2 3 4 5  Albrecht 1969，第324頁.
13. ↑  Friedman 1984，第242頁.
14. 1 2  Blackman 1970，第493頁.
15. 1 2  Blackman 1970，第497頁.
16. ↑  Blackman 1970，第521頁.
17. ↑  Blackman 1970，第495頁.
18. ↑  Albrecht 1969，第322-3頁.
19. ↑  Blackman 1970，第490頁.
20. ↑  Blackman 1970，第456頁.
21. ↑  Blackman 1970，第457頁.
22. 1 2  Blackman 1970，第499頁.
23. ↑  Albrecht 1969，第327頁.
24. 1 2  Blackman 1970，第519頁.
25. ↑  Albrecht 1969，第320頁.
26. ↑  Friedman 1983，第221頁.
27. ↑  Albrecht 1969，第325頁.
28. 1 2 3  Blackman 1970，第520頁.
29. ↑  Blackman 1970，第492頁.
30. 1 2  Blackman 1970，第518頁.
31. ↑  弗里德曼 1983，第221頁.
32. ↑  Blackman 1970，第498頁.
33. ↑  Blackman 1970，第496頁.
34. ↑  Blackman 1970，第522頁.
35. ↑  Blackman 1970，第529頁.
36. ↑  Blackman 1970，第523頁.
37. ↑  Albrecht 1969，第323頁.